# Золочевский повят
Золочевский повят — административная единица в составе Австро-Венгрии (Королевство Галиции и Лодомерии), ЗУНР, Тернопольского воеводства Второй Польской республики в 1921—1939 годах, СССР (1939—1940). Административный центр — город Золочев, население которого составляло около 15 000 человек.
Территория современного Золочевского района Львовской области.

## География
Граничал с Радеховским повятом на севере, Бродовским — на северо-востоке, Зборовским — на юго-востоке, Перемышлянском — на юго-западе и Каменецким — на северо-западе.

## В составеКоролевства Галиции и Лодомерии
Образован в 1854 году. Во время административной реформы местного самоуправления распоряжением министерства внутренних дел Австро-Венгрии 23 января 1867 ликвидированы округа и увеличены повяты, к Золочевскому повяту присоединены Зборовский и Олессковский повяты, структура которых сохранена в судебной администрации.
В 1890 году в состав уезда входило 140 самоуправляющихся общин-гмин (8 городских и 132 сельских) и 131 фольварк. Территория повята делилась между тремя судебными повятами (Золочевский, Зборовский и Олессковский). В повяте было 23 136 домов и 148 808 жителей, среди них: 97 957 греко-католиков, 29 460 римо-католиков, 20 947 иудеев и 444 других. В товарищеских отношениях пользовались преимущественно украинским языком — 96 799 человек, польским — 51 071, немецким — 721, другими — 8.
В 1904 году из повята был изъят Зборовский судебный округ из-за образования отдельного Зборовского повята.

## ЗУНР
Повят входил в Тернопольскую военную область ЗУНР . Уездным комиссаром был д-р Михаил Балтарович, судебный советник и адвокат. На судебный округ Олесько был назначен отдельный комиссар — судебный советник Владимир Бурин. Делегатами в УНР были избраны: от города Золочева — д-р Степан Юрик (УНДП); от уезда — Николай Загульский (УНДП).
Включён в состав Тернопольского воеводства после образования воеводства в 1920 году на оккупированных землях ЗУНР.

### Изменения административного деления

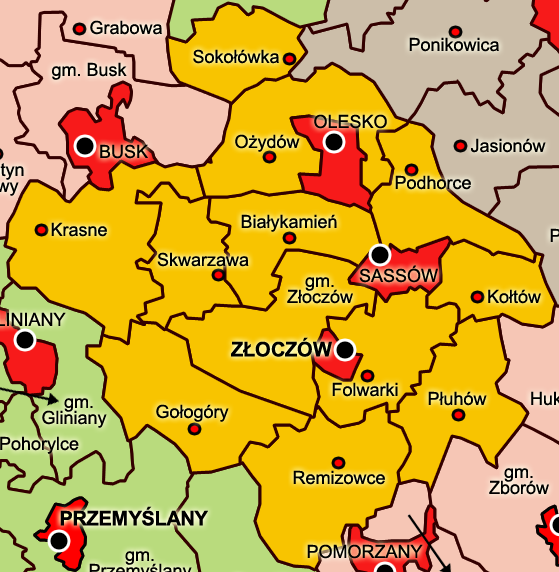
Золочевский повят

1 апреля 1932 года сёла Остров и Русилов переданы в Золочевский повят из Каменко-Струмиловского повята Тарнопольского воеводства.
1 августа 1934 года осуществлено новое разделение на сельские гмины вследствие объединения тогдашних (сохранённых от Австро-Венгрии) гмин, которые обозначали общину села. Образовавшиеся гмины соответствовали волости — объединяли общины нескольких сёл или (в очень редких случаях) ограничивались одним очень большим селом.

#### Города (городские гмины)
- город Золочев;
- город Олеско;
- городок Сасов (с 1934 года – город).

#### Сельские гмины
- 1920—1932 годы — 85;
- 1932—1934 годы — 87;
- 1934—1939 годы — 12.

| Объединённые сельские гмины в 1934 году | Объединённые сельские гмины в 1934 году | Старые сельские гмины | Количество |
| --------------------------------------- | --------------------------------------- | --- | ---------- |
| 1                                       | Гмина Белый Камень                      | Белзец, Белий Камень, Бужок, Черемошня, Соболевка, Ушня | 6          |
| 2                                       | Гмина Гологоры                          | Гологоры, Гологорки, Зашков, Кондратов, Майдан-Гологірський, Митулин, Новосёлки, Ольшаница, Стенка, Трудовач                                                         | 10         |
| 3                                       | Гмина Злочев                            | Бонишин, Городилов, Жуличи, Залесье, Княже, Ляцкое Малое, Ляцкое Большое, Почапы, Хильчицы, Ясеновцы                                                                 | 10         |
| 4                                       | Гмина Колтов                            | Верхобуж, Колтов, Кругов, Опаки, Руда-Колтовская, Хмелевая | 6          |
| 5                                       | Гмина Красне                            | Балучин, Безброды, Бортков (часть), Красное, Куткор, Малая Ольшанка, Остров (с 01.04.1932), Русилов (с 01.04.1932), Скнилов, Сторонибабы, Утешков, Фирлеевка (часть) | 12         |
| 6                                       | Гмина Ожидов                            | Куты, Подлесье, Ожидов, Закомарье, Хватов, Чишки, Юськовичи | 7          |
| 7                                       | Гмина Плугов                            | Бронеславовка, Зарваница, Красносельцы, Лука, Плугов, Подлипцы, Рыков, Малый Тростянец                                                                               | 8          |
| 8                                       | Гмина Подгорцы                          | Гутище Олесское, Гута-Верхобугская, Загорцы, Побоч, Подгорцы | 6          |
| 9                                       | Гмина Ремизовцы                         | Вицинь, Жуков, Коропец, Кропивная, Ремезовцы, Сновичи, Угорцы, Чижов, Шпиколос                                                                                       | 9          |
| 10                                      | Гмина Скварява                          | Бортков (часть), Островчик, Петричи, Скварява, Ферлеевка (часть) | 3          |
| 11                                      | Гмина Соколовка                         | Боложинов, Переволочная, Соколовка | 3          |
| 12                                      | Гмина Фольварки                         | Бенов, Вороняки, Елиховичи, Заречье, Зозули, Струтин, Фольварки | 7          |

* Выделены городки, которые были в составе сельских гмин и не имели городских прав.

### Население
В 1907 году украинцы-грекокатолики составляли 65 % от населения повята.
В 1939 году в повяте проживало 126 230 человек (78 695 украинцев-грекокатоликов — 62,34 %, 19 715 украинцев-латинников — 15,62 %, 14 700 поляков — 11,65 %, 2035 польских колонистов межвоенного периода — 1,61 %, 10 625 евреев — 8,42 % и 460 немцев и других национальностей — 0,36 %).
Опубликованные польским правительством цифры о национальном составе повята по результатам переписи 1931 года (из 118 609 населения якобы было аж 56 628 [47,74 %] поляков при 55 381 [46,69 %] украинцев, 6066 [5,11 %] евреев и 405 [0,34 %] немцев) противоречат шематизмам и данным, полученным от местных жителей, а также пропорциям по допольским (австрийским) и послепольским (советским в 1940 и немецким в 1943) переписям.

## Советский период
27 ноября 1939 повят включен в новообразованную Львовскую область.
17 января 1940 года Золочевский повят был ликвидирован, а в результате проведённой административно-территориальной реформы на его территории были образованы Золочевский, Красненский и Олесский районы.